# Millennium (Dosarele X)
„Millennium ” este al 4-lea episod al celui de-al 7-lea sezon din Dosarele X. A avut premiera la 28 noiembrie 1999 pe FOX. Episodul este un episod „monstrul săptămânii” și nu are nicio legătură cu principala „mitologie a serialului” stabilită în primul episod. Episodul este un crossover cu serialul TV Millennium, creat tot de Chris Carter. Regizat de Thomas J. Wright, scris de Vince Gilligan și Frank Spotnitz, cu vedetele invitate Mitch Pileggi, Lance Henriksen, Holmes Osborne, Brittany Tiplady, Colby French, Octavia Spencer, Marilyn McIntyre și Dick Clark ca el însuși.
În Statele Unite, episodul a avut un rating Nielsen de 9,1, ceea ce indică faptul că episodul a fost vizionat de 15,09 milioane de oameni în ziua lansării.
Personajele principale ale serialului sunt Fox Mulder (David Duchovny) și Dana Scully (Gillian Anderson), agenți FBI care investighează crime greu de explicat științific, numite Dosarele X.
Millennium îl prezintă pe Frank Black, un expert criminalist independent și fost agent FBI, cu o capacitate unică de a vedea lumea prin ochii ucigașilor și criminalilor în serie, deși el spune că nu are puteri psihice. Black a lucrat pentru misteriosul Grup Millennium, a cărui putere și agendă sinistră au fost explorate de-a lungul seriei. După anularea serialului, episodul „Millennium” a fost realizat pentru serialul de televiziune Dosarele X  ca final de facto pentru povestea lui Frank Black.

## Rezumat
În acest episod, Mulder și Scully se întâlnesc cu Grupul Millennium, o societate secretă care crede că Apocalipsa va avea loc în ziua de Anul Nou 2000 și învie morții pentru a face acest lucru. Pentru a rezolva acest caz, ei apelează la investigatorul FBI Frank Black (Lance Henriksen), un bărbat care a avut relații cu această organizație.